# Origgio
Origgio (lombardul: Origg) település Olaszországban, Varese megyében. Lakosainak száma 8001 fő (2023. január 1.). Origgio Caronno Pertusella, Cerro Maggiore, Nerviano, Saronno, Uboldo és Lainate községekkel határos.

## Népesség
A település népességének változása:
| Lakosok száma | 7705 | 7827 | 8001 |
|               | 2017 | 2018 | 2023 |